# Hibiscus flavifolius
Hibiscus flavifolius är en malvaväxtart som beskrevs av Ulbrich. Hibiscus flavifolius ingår i Hibiskussläktet som ingår i familjen malvaväxter. Inga underarter finns listade i Catalogue of Life.